# Helen Elde
Helen Elde, född 17 december 1939 i Helsingfors, är en finländsk regissör och skådespelare. 

## Biografi
Elde genomgick Svenska Teaterns elevskola 1956–1959 och var 1959–1972 engagerad vid Svenska Teatern, där hon blev känd i musikaler och komediroller, bland annat My Fair Lady (1961), Skandalskolan (1963), Irma la Douce (1965) och Cabaret (1968). 
Hon var sedan 1972–1974 skådespelare och regissör på Lahden kaupunginteatteri, där hon satte upp operorna Carmen (1972) och La bohème (1974) samt Viulunsoittaja katolla (1973). Åren 1974–1976 verkade hon på Teatteri Jurkka och har därefter arbetat som frilans samt i flera omgångar på Svenska Teatern, Åbo svenska teater och Wasa Teater. Hon har även regisserat amatörer och arbetat med fria grupper. 
Bland hennes produktioner märks Såsom elden (Wasa Teater, 1979), Den första gången (Skolteatern, 1979), Cirkus Tigerbrand (Åbo svenska teater, 1987), Lucifers barn (Åbo svenska teater, 1997), Systrarna snövit (Svenska Teatern, 1989) och Rena livet (Svenska Teatern, 1992). 
Hon har varit gift med Sakari Jurkka.